# 吕唐日
吕唐日（法語：Luttange，法語發音：[lytɑ̃ʒ]；洛林法兰克语：Léiténgen）是法国摩泽尔省的一个市镇，位于该省中部偏北，属于蒂永维尔区。

## 地理
吕唐日（49°16'12"N, 6°18'40"E）面积12.83 平方千米，位于法国大東部大區摩泽尔省，该省份为法国东北部内陆省份，是洛林的一部分，西南接默尔特-摩泽尔省，东临下莱茵省，北与卢森堡和德国接壤。
与吕唐日接壤的市镇（或旧市镇、城区）包括：阿邦库尔、贝特兰维尔、弗莱维、翁堡-比当日、梅策雷什、吕朗日莱蒂永维尔、特雷姆里、沃尔斯特罗夫。
吕唐日的时区为UTC+01:00、UTC+02:00（夏令时）。

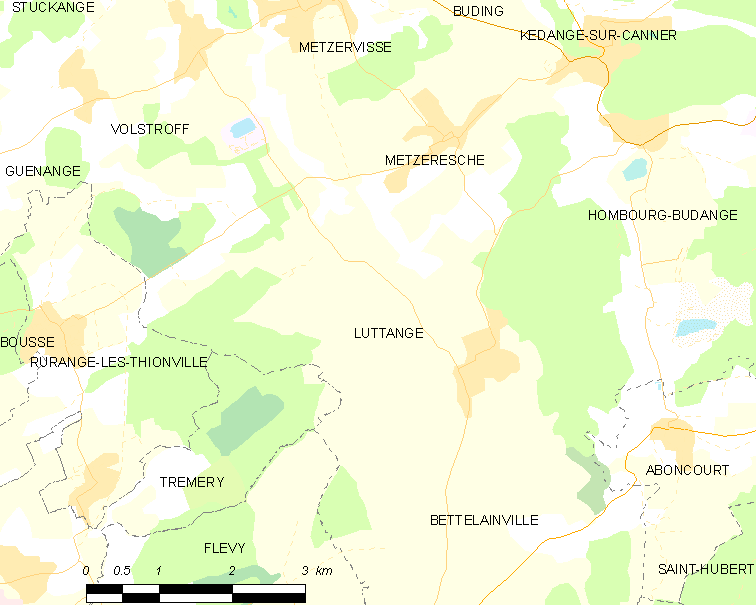
吕唐日的OSM定位图

## 行政
吕唐日的邮政编码为57935，INSEE市镇编码为57426。

## 政治
吕唐日所属的省级选区为梅采维斯县。

## 人口

1962-2008年间吕唐日人口变化图示

吕唐日于2022年1月1日时的人口数量为955人。